# X-Men Origins: Wolverine (soundtrack)
X-Men Origins: Wolverine is de originele soundtrack, gecomponeerd en gedirigeerd door Harry Gregson-Williams voor de film X-Men Origins: Wolverine uit 2009 van Gavin Hood. Het album werd uitgebracht op 28 april 2009 door Varèse Sarabande.
De partituur werd uitgevoerd door het Hollywood Studio Symphony en opgenomen in de Newman Scoring Stage van Twentieth Century Fox. De muziek werd opgenomen door Joel Iwataki en gemixt door Malcom Luker. Een van de muzikanten was Martin Tillman op een elektrische cello.

## Tracklijst
Alle muziek is geschreven door Harry Gregson-Williams.
| 1.                 | Logan Through Time         | 04:16 |
| 2.                 | Special Priviledges        | 01:58 |
| 3.                 | Lagos, Nigeria             | 05:10 |
| 4.                 | Wade Goes To Work          | 01:29 |
| 5.                 | Kayla                      | 02:50 |
| 6.                 | Victor Visits              | 02:05 |
| 7.                 | Adamantium                 | 04:17 |
| 8.                 | Agent Zero Comes For Logan | 03:06 |
| 9.                 | Logan Meets Gambit         | 04:36 |
| 10.                | To The Island              | 03:43 |
| 11.                | Deadpool                   | 04:09 |
| 12.                | The Towers Collapse        | 03:23 |
| 13.                | Memories Lost              | 02:56 |
| 14.                | ...I'll Find My Own Way    | 01:24 |
| Totale duur: 45:22 |                            |       |